# بشرى خلفان
بشرى خلفان هي كاتبة وروائية وشاعرة وناشطة ثقافية عمانية (ولدت عام 1969م). كانت كاتبة مقال أسبوعي في جريدتي الوطن والرؤية من عام 2002-11، وشاركت في إعداد وكتابة بعض حلقات المسلسل الكارتوني يوم ويوم عام 2011. هي عضو مؤسس في جمعية الكتاب والأدباء العمانية عام 2006، ورئيسة أسرة كتاب القصة بالنادي الثقافي 2000-02، ورئيسة لجنة الأدب والإبداع بالنادي الثقافي 2010-12، وعضو مؤسس في مختبر السرديات العماني ومديرته عام 2014.ترشحت لرئاسة مجلس إدارة جمعية الكتاب والأدباء 2018-20.

## المشاركات
بشري خلفان عضو منظم ومشارك في مؤتمرات جمعية الكتاب والأدباء العمانية في تونس، مصر والأردن، وعضو منظم لاجتماع اتحاد الكتاب العرب في مسقط عام 2014، إشرافة على ملتقى الشباب العربي في صلالة عام 2006.

## التحكيم
بشري خلفان شاركت في تحكيم محكمة الإصدارات فرع الرواية في جمعية الكتاب والأدباء عام 2020، ومسابقة وزارة التعليم العالي للقصة القصيرة باللغتين العربية والإنجليزية عام 2017، ومسابقة جمعية الكتاب العمانية للقصة القصيرة عام 2016، ومسابقة المنتدى الأدبي في القصة القصيرة 2012.

## كتب
| الاسم                      | النوع        | دار النشر                       | الدولة | تاريخ النشر | عدد الصفحات | ردمك ISBN            | المصدر        |
| -------------------------- | ------------ | ------------------------------- | ------ | ----------- | ----------- | -------------------- | ------------- |
| رفرفة                      | مجموعة قصصية | المؤسسة العربية للدراسات والنشر |        | 2004        | 67          |                      | [ 4 ]         |
| غبار                       | نص مفتوح     | دار أزمنة                       |        | 2008        | 80          | (ردمك 9786144040928) | [ 5 ]         |
| صائد الفراشات الحزين       | نص مفتوح     | مؤسسة الانتشار العربي           |        | 2010        | 75          | (ردمك 9786144040928) | [ 6 ]         |
| مظلة الحب والضحك           | نصوص شعرية   | دار الغشام                      |        | 2013        | 83          |                      |               |
| حبيب رمان                  | مجموعة قصصية | مؤسسة الإنتشار العربي           |        | 2014        | 82          | (ردمك 9786144045329) | [ 7 ]         |
| الباغ                      | رواية        | دار مسعى للنشر والتوزيع         |        | 2016        |             |                      | [ 8 ]         |
| حيث لم يعرفني أحد          | قصص          | دار مسعى للنشر والتوزيع         |        | 2020        |             |                      | [ 9 ]         |
| ما الذي ينقصنا لنصبح بيتاً؟ | نصوص شعرية   | دار مسعى للنشر والتوزيع         |        | 2020        | 56          | (ردمك 9781989667095) | [ 10 ]        |
| دلشاد، سيرة الجوع والشبع   |              | منشورات تكوين                   | الكويت | 2021        | 494         | (ردمك 9789921723779) | [ 11 ]        |
| دلشاد: سيرة الدم والذهب    |              | منشورات تكوين                   | الكويت | 2024        | 408         | (ردمك9789921808377)  | [ 12 ] [ 13 ] |

## الجوائز
حصلت على جائزة كتارا للرواية العربية في دورتها الثامنة عام 2022 عن رواية (دلشاد:سيرة الجوع والشبع) في فئة الروايات العربية المنشورة.